# インジャスティス:神々の激突
『インジャスティス：神々の激突』（インジャスティス ヒーローのげきとつ、原題：Injustice: Gods Among Us）は、DCコミックスを原作とする対戦型格闘ゲーム。2013年にネザーレルム・スタジオズが開発し、ワーナー・ブラザース・エンターテイメントより発売された。
“injustice”とは“justice”（正義）の対義語であり、通常は「不正」「不公平」といった意味であるが、本作ではスーパーマンを始めとするスーパーヒーローたちが正義を見失ってしまった並行世界を表す語として使われている。

## ストーリー
ジョーカーが薬物を使ってスーパーマンを洗脳しロイス・レインを殺害させる。さらに核爆弾を起爆させメトロポリスが壊滅、数百万人の犠牲者を出す事件が起きる。ジョーカーによってロイスの体には心拍数と爆弾のスイッチが連動するように手術されており、スーパーマンが爆弾を起爆させたも同然の結果となった。バットマンが捕らえたジョーカーを尋問中、そこへ逆上したスーパーマンも現れる。スーパーマンはバットマンの制止を振り切り、なおも挑発を繰り返すジョーカーを殺害してしまう。
一線を越えたスーパーマンはメタヒューマン達を集め、裁判官や陪審員と協力して犯罪者を処刑し始める。しかしバットマンだけは別行動をとっていた。
一方、「ジョーカーの爆発事件を未然に防いだ世界」ではジャスティス・リーグのメンバーが突如として別の次元へと飛ばされてしまう。そこは犯罪者を一掃し、国民から絶大な支持を得たスーパーマンが「ワンアース政府」の最高顧問として支配する並行世界だった。転送されたジャスティス・リーグのメンバーは「反政府軍」として活動していたバットマンと協力してスーパーマン率いる「ワンアース政府」と激闘を繰り広げる。

## 登場キャラクター

### プレイアブルキャラクター
| - バットマン - スーパーマン - ワンダーウーマン - フラッシュ - キャットウーマン - ハーレイ・クイン - サイボーグ - ナイトウィング | - ソロモン・グランディ - グリーンアロー - グリーンランタン - シャザム - ブラックアダム - シネストロ - デスストローク - アクアマン | - ジョーカー - レックス・ルーサー - ベイン - ドゥームズデイ - レイブン - ホークガール - キラーフロスト - アレス |

DLC追加キャラクター
| - バットガール - マーシャン・マンハンター | - ロボ - スコーピオン | - ザターナ - ゾッド将軍 |

プレミアムスキンキャラクター
| - バットマン (テリー・マクギニス) - バットマン (トーマス・ウェイン) - サイボーグスーパーマン | - フラッシュ (ジェイ・ギャリック) - グリーンランタン (ジョン・スチュワート) - ホークガール (ケンドラ・ソーンダース) | - ナイトウィング (ダミアン・ウェイン) - スーパーマン (ヘンリー・カヴィル) - ジェネラル・ゾッド (マイケル・シャノン) |

### モバイル版限定キャラクター
| - アーカム・ナイト - バットガール (カサンドラ・カイン) - ダークサイド | - デッドショット - フラッシュ (ウォーリー・ウェスト) - グリーンランタン (ジェシカ・クルス) | - キラークロック - リバース・フラッシュ - スタティック |

プレミアムスキンキャラクター
| - スーパーマン (ヘンリー・カヴィル) - バットマン (ベン・アフレック) | - ワンダーウーマン (ガル・ガドット) - ハーレイ・クイン (マーゴット・ロビー) | - デッドショット (ウィル・スミス) - ジョーカー (ジャレッド・レト) |

## 舞台設定
DCコミックスで展開されているマルチバースの設定を応用し、正史世界のキャラクター(1Pカラー)・並行世界のキャラクター(2Pカラー)に別れ、舞台は主に並行世界側となっている。声優は英語 / 日本語。

### ワンアース政府
スーパーマン / カル゠エル
声 - ジョージ・ニューバーン / 西健亮
ワンダーウーマン / ダイアナ
声 - スーザン・アイゼンバーグ / 安達まり
イエローランタン / ハル・ジョーダン
声 - アダム・ボールドウィン / 加藤亮夫
フラッシュ / バリー・アレン
声 - ニール・マクドノー / 宮林康
アクアマン / アーサー・カリー
声 - フィル・ラマール / 林和良
サイボーグ / ビクター・ストーン
声 - カリー・ペイトン
レイブン
声 - タラ・ストロング
ホークガール
声 - ジェニファー・ヘイル / 笹森亜希
シャザム / ビリー・バットソン
声 - ジョーイ・ナベル / 高瀬右光
ブラックアダム
声 - ジョーイ・ナベル / 高瀬右光
シネストロ
声 - トロイ・ベイカー / 青山穣
キラー・フロスト
声 - ジェニファー・ヘイル / 斎藤恵理
ソロモン・グランディ
声 - フレッド・タタショア / 梁田清之
キャットウーマン
声 - グレイ・デリスル / 平野文
ダミアン・ウェイン
声 - ニール・マクドノー

### 反政府軍
バットマン / ブルース・ウェイン
声 - ケヴィン・コンロイ
ナイトウィング / ディック・グレイソン
声 - トロイ・ベイカー
アレクサンダー・ルーサー
声 - マーク・ロルストン / 乃村健次
デスストローク
声 - J・G・ハーツラー / 白熊寛嗣
ハーリーン・クインゼル
声 - タラ・ストロング / うえだ星子

### ジャスティス・リーグ
バットマン
声 - ケヴィン・コンロイ
ワンダーウーマン
声 - スーザン・アイゼンバーグ / 安達まり
アクアマン
声 - フィル・ラマール / 林和良
グリーンアロー
声 - アラン・テュディック / 青木強
グリーンランタン
声 - アダム・ボールドウィン / 加藤亮夫
サイボーグ
声 - カリー・ペイトン
スーパーマン
声 - ジョージ・ニューバーン / 西健亮

### その他
ジョーカー
声 - リチャード・エプカー / 宝亀克寿
アレス
声 - J・G・ハーツラー

## 漫画

### 概要
2013年2月30日からコミック版が刊行されている。内容はスーパーマンとバットマンの決別、ヒーローやヴィランの生死、「ワンアース政府」設立の経緯など、ジョーカーの爆発事件からゲーム本編が始まるまでの5年間が描かれる。

### 書籍情報
| タイトル                             | 刊行日         | ISBN           |
| ------------------------------------ | -------------- | -------------- |
| Injustice: Gods Among Us Vol.1       | 2013年11月19日 | 978-1401245009 |
| Injustice: Gods Among Us Vol.2       | 2014年7月1日   | 978-1401246013 |
| Year Two Vol.1                       | 2014年9月30日  | 978-1401250713 |
| Year Two Vol.2                       | 2015年4月21日  | 978-1401258504 |
| Year Three Vol.1                     | 2015年11月3日  | 978-1401258511 |
| Year Three Vol.2                     | 2016年2月6日   | 978-1401261290 |
| Year Four Vol.1                      | 2016年5月3日   | 978-1401261306 |
| Year Four Vol.2                      | 2016年8月23日  | 978-1401262686 |
| Year Five Vol.1                      | 2016年12月13日 | 978-1401268831 |
| Year Five Vol.2                      | 2017年2月28日  | 978-1401268848 |
| Year Five Vol.3                      | 2017年6月13日  | 978-1401274269 |
| Ground Zero Vol.1                    | 2017年7月11日  | 978-1401272937 |
| Ground Zero Vol.2                    | 2017年10月3日  | 978-1401273880 |
| コンプリートコレクション             |                |                |
| Injustice: Gods Among Us: Year One   | 2016年3月8日   | 978-1401262792 |
| Injustice: Gods Among Us: Year Two   | 2017年1月17日  | 978-1401265601 |
| Injustice: Gods Among Us: Year Three | 2018年1月16日  | 978-1401275242 |
| Injustice: Gods Among Us: Year Four  | 2019年1月29日  | 978-1401285807 |